# Juan Agustín Noguera
Juan Agustín Noguera Boneo (Buenos Aires, Argentina, 22 de agosto de 1820-Buenos Aires, Argentina, 28 de septiembre de 1909) fue un militar argentino recordado por ser fundador de General Alvear y por combatir en la Guerra del Paraguay.

## Biografía

### Familia y primeros años
Juan Agustín Noguera fue bautizado con los nombres de Juan Agustín Bernardo el 24 de agosto de 1820 en la Iglesia Nuestra Señora de Montserrat de Buenos Aires, siendo padrinos sus tíos maternos Bernardo de Jovellanos y María Josefa Boneo (L°5 F°143). Figura en el acta parroquial como niño de tres días, por lo cual su fecha de nacimiento habría sido el 22 de agosto de 1820, y no el 28 de agosto, como indican otras fuentes.
Sus padres fueron el comerciante vasco Juan Agustín de Noguera Arribillaga y su esposa porteña Gerónima Boneo Viaña, que habían contraído matrimonio ocho años antes de su nacimiento, también en la Iglesia de Montserrat de Buenos Aires.
Por el lado paterno Juan Agustín Noguera descendía de antiguas familias navarras, de las cuales numerosos miembros se habían radicado en América, logrando posiciones de relevancia. Entre ellos, su prima segunda Ana María Huarte fue emperatriz consorte de México, y su tío segundo Francisco Ignacio de Ugarte fue cónsul de comercio de Buenos Aires.
Por su lado materno, Noguera era nieto de Martín Boneo y Villalonga, hidalgo mallorquín e intendente de policía de Buenos Aires, y de Cipriana Viaña de Boneo, fundadora de la Sociedad de Beneficencia porteña y criolla con antiguas raíces en el Río de la Plata, a través de quien era pariente de Gervasio A. de Posadas, Carlos M. de Alvear y Domingo French, entre otros.

### Intervención en el Litoral y Uruguay
A los 19 años Noguera ingresó al Ejército, incorporándose como soldado a un cuerpo de artillería de Entre Ríos en febrero de 1839, provincia en aquel entonces gobernada por Pascual Echagüe. Justamente a las fuerzas de Echagüe se unió en la campaña de invasión de la provincia de Corrientes, participando Noguera el 21 de marzo de 1839 de la Batalla de Pago Largo.
De allí pasaría al Uruguay, desempeñándose en su Aduana por dos años, desde abril de 1840 hasta noviembre de 1842. Un mes más tarde de abandonar esa ocupación, participaría en la batalla de Arroyo Grande el 6 de diciembre de 1842. Luego intervino en el Combate del Hervidero en diciembre de 1843, y en la Batalla de San Antonio el 8 de febrero de 1846.
En 1846 integró las filas de Lavalleja para combatir en el Uruguay al invasor extranjero, y peleó en Paysandú contra las fuerzas atacantes del general Fructuoso Rivera. Ya en 1848, formó parte de la campaña junto al ejército de Entre Ríos, siendo tomado prisionero el año siguiente, en 1849.

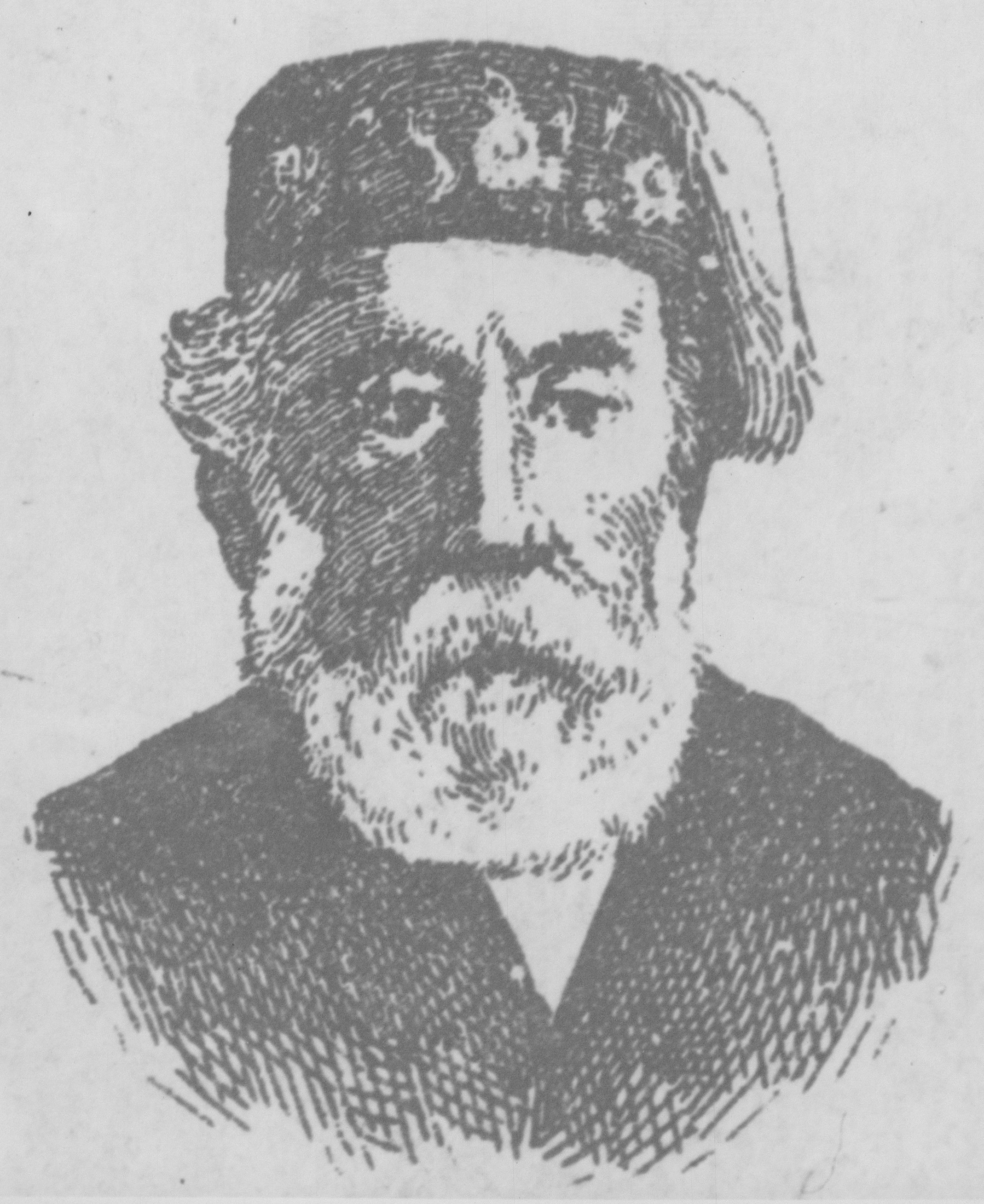
Dibujo del teniente coronel Noguera, Archivo General de la Nación (Argentina)

### Actuación en Buenos Aires
En 1851 Noguera obtiene el grado de ayudante mayor mientras se encontraba en campaña, rango con el que pasa a la División Escolta el 1 de enero de 1852. Un mes más tarde participaría de la decisiva Batalla de Caseros, participando de las filas del Ejército Grande lideradas por Justo José de Urquiza, vencedor allí de Juan Manuel de Rosas.
Luego del conflicto fue nombrado sargento mayor graduado en el Regimiento 1° de Caballería de Guardias Nacionales, lugar desde el cual participó de la defensa de la Ciudad de Buenos Aires. De 1853 a 1854 actuó en la sección encargada de los pagos en general, provisión de vestuario, equipos y racionamiento dentro de la Comisaría General de Guerra.

#### Fundación de General Alvear
El 1 de mayo de 1854 Juan Agustín Noguera fue nombrado comandante del Fortín Esperanza, ubicado en el centro de la provincia de Buenos Aires. Desde ese cargo inició allí la fundación de un pueblo homónimo, hoy conocido como General Alvear, acción que fuera refrendada por un decreto del gobernador bonaerense Dardo Rocha fechado en el 28 de agosto de 1855, respondiendo a las solicitudes de vecinos de los partidos de Tapalqué y Las Flores.

#### Defensa de la frontera
Un año más tarde, el 11 de septiembre de 1856, Noguera es ascendido a mayor, y el 7 de abril de 1858 a teniente coronel graduado. Al mes siguiente, ya recibido de la jefatura del Regimiento N.° 16 de Caballería de Campaña, se trasladó a Azul, donde se dedicó a la defensa de la frontera criolla frente a los ataques indígenas. Pasó entonces a la estancia Nueve de Julio en el partido de Las Flores, donde prestó servicios.
De allí volvió a Azul junto al coronel Nicolás Ocampo, reconquistando ese lugar junto a otros 33 hombres, y permaneciendo en dicha localidad hasta diciembre de 1859. A comienzos de 1860 fue designado para la guarnición de 25 de Mayo, siendo ascendido a teniente coronel efectivo el 21 de mayo de 1861

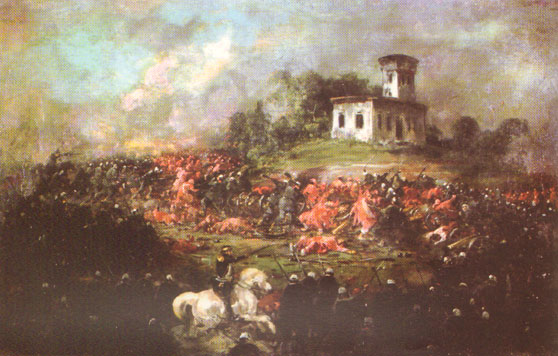
Batalla de Pavón

### Batalla de Pavón
En 1861 las tensiones entre el Estado de Buenos Aires y la Confederación Argentina tendrían como consecuencia un enfrentamiento armado entre las fuerzas de ambos bandos, el primero al mando de Bartolomé Mitre, el segundo liderado por Justo José de Urquiza.
Juan Agustín Noguera, férreo mitrista, se incorporó a las fuerzas que el gobernador de Buenos Aires había concertado en Rojas. El 17 de septiembre de 1861 se libró entonces la Batalla de Pavón, participando de ella Noguera, y emergiendo victorioso el bando al que pertenecía. Una vez terminada, fue encargado junto a otros jefes de la reunión de los dispersos, para encontrarse en Bragado el 25 de septiembre siguiente.
Trasladado a Buenos Aires luego del combate, pasó a revistar en la Plana Mayor Inactiva por tres años, desde el 1 de octubre hasta julio de 1864.

### Intervención en Salta y Santa Fe
El 9 de diciembre de 1861, después de algunos años de inactividad, Juan Agustín Noguera fue nombrado comandante en jefe de la frontera de Salta, destinado a proteger a dicha provincia, especialmente las zonas rurales, de las incursiones de los tobas y chiriguanos, ambos pueblos indígenas de la región refugiados en la zona norte del río Pilcomayo, notablemente agresivos con los lugareños.

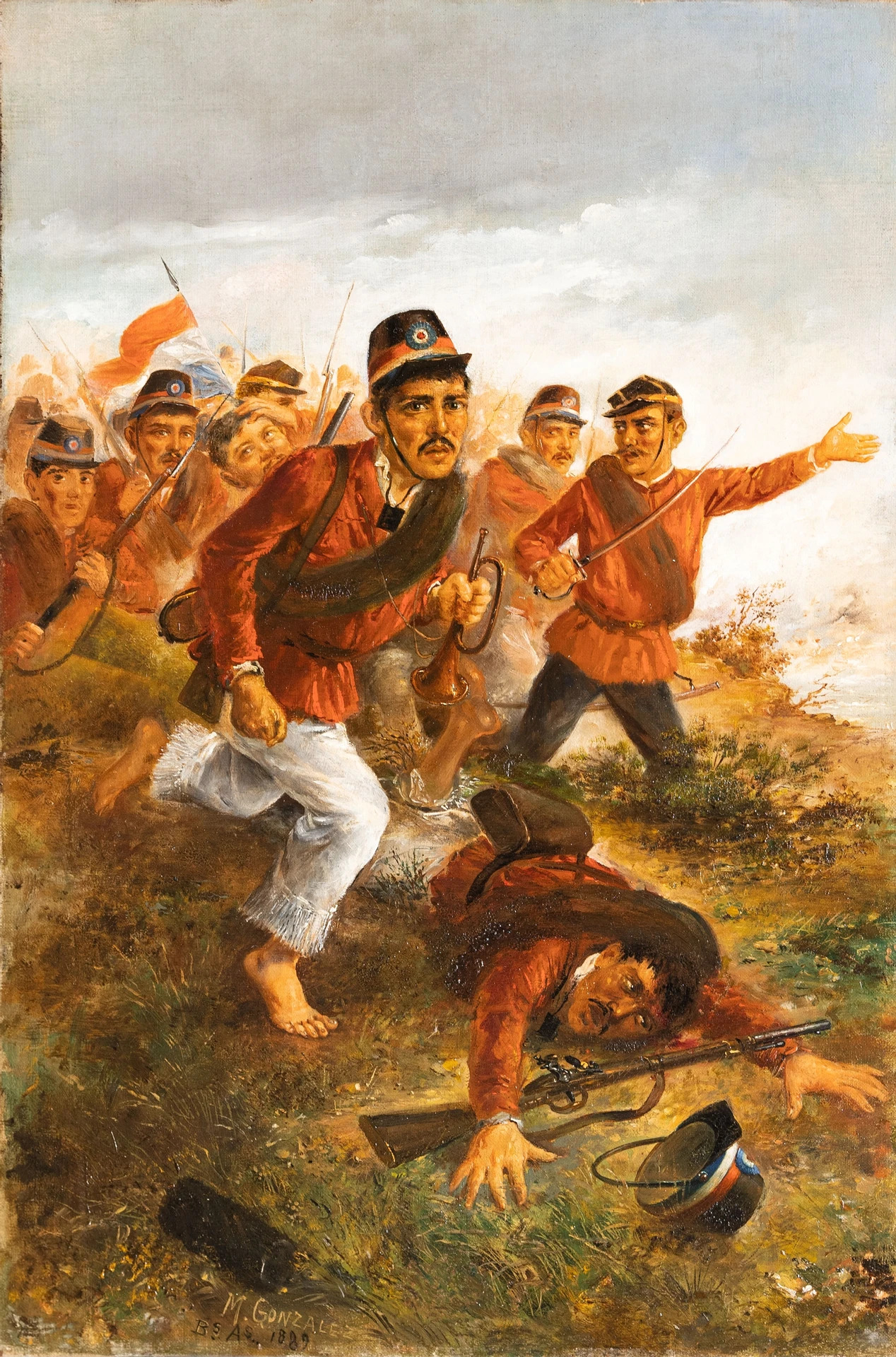
Escena de la Guerra del Paraguay

Pocos años más tarde, en mayo de 1865, Noguera pasó a revistar en la frontera norte de la provincia de Santa Fe, donde tuvo como objetivo contener los avances de los indígenas del Chaco Austral sobre los asentamientos criollos en esa región.

### Guerra de la Triple Alianza
Una vez iniciada la Guerra del Paraguay, e involucrada la República Argentina en el conflicto, Noguera se incorporó al Estado Mayor del Primer Cuerpo del Ejército, comandado por el general Wenceslao Paunero, en 1865.
Participó en la Batalla de Yatay, librada el 17 de agosto de 1865, en la Toma de Corrientes, y en la Rendición de Uruguayana, que finalizó con la retirada de las tropas paraguayas, a fines de ese mismo año.

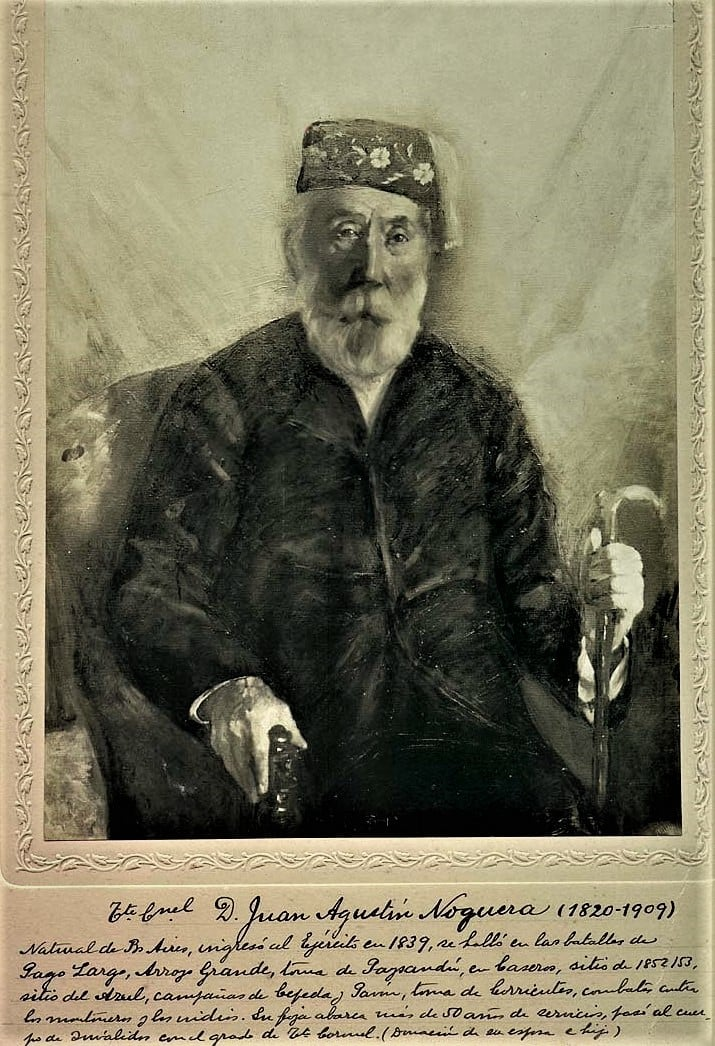
Retrato del teniente coronel Noguera en su vejez

### Últimos años de actividad
Luego del fin de la Guerra de la Triple Alianza, le fue encomendada al teniente coronel Noguera una misión en la frontera Costa Sud de la provincia de Buenos Aires, al mando del coronel Benito Machado. Posteriormente éste, por irregularidades administrativas, lo reemplazó como comandante en jefe de dicha frontera.
El 1 de octubre de 1867 se incorporó a la Plana Mayor Disponible, en la que revistó hasta diciembre de 1868. El 1 de enero de 1869 se le dio de alta en la Plana Mayor Pasiva, permaneciendo en esa situación durante una década, hasta pasar el 1 de enero de 1880 al Cuerpo de Inválidos.
No obstante su inactividad, en todos esos años Noguera se mantuvo como partidario político decidido de Bartolomé Mitre. El 21 de febrero de 1906 obtuvo su retiro militar, y el 24 de noviembre ese año recibe el alta en la Lista de Guerreros del Paraguay, permaneciendo en su nómina hasta su fallecimiento.

### Muerte
El 28 de septiembre de 1909, muere el teniente coronel Juan Agustín Noguera en Buenos Aires, ciudad donde había nacido 89 años antes. Sus restos fueron inhumados en el Cementerio de la Recoleta, permaneciendo probablemente en la bóveda de sus sobrinos Etcheverry Boneo allí. Décadas más tarde serían trasladados al Cementerio Central de General Alvear, la localidad que Noguera fundara.
Diversos bienes integrantes de su patrimonio, entre ellos su retrato y condecoraciones de guerras, pasaron a integrar el acervo del Complejo Museográfico Provincial Enrique Udaondo, con sede en Luján, Buenos Aires.

## Matrimonio y descendencia
Juan Agustín Noguera tuvo con Pascuala Frías por lo menos tres hijos: Juan Manuel Gerardo, bautizado el 18 de diciembre de 1863 en la Iglesia de Monserrat de Buenos Aires (L°1863 F°334), Juan Agustín Heraclio, bautizado el 3 de febrero de 1869 en la iglesia de la Inmaculada Concepción de Buenos Aires (L°1869 F°116), y Cipriana Luisa, bautizada el 23 de noviembre de 1870 en la mencionada iglesia de la Concepción (L°1870 F°1039).
Juan Agustín Noguera, Pascuala Frías y sus primeros dos hijos Juan Manuel y Juan Agustín fueron empadronados en el Censo Nacional de 1869. Allí figuran ambos padres como solteros. De ello se extrae que la pareja convivía y criaba a sus tres hijos naturales juntos, a pesar de no estar casados.
Pocos años más tarde Noguera contraería matrimonio el 5 de junio de 1874 en la parroquia Nuestra Señora de la Merced de Merlo (L°7 F°21) con Ángela Rodríguez Gutiérrez, hija del español Manuel Rodríguez y de la argentina Ángela Gutiérrez. Con ella serían padres de: Juan Ángel, bautizado el 7 de agosto de 1875 en Merlo (L°1875 F°275), Josefa de las Nieves, nacida el 27 de septiembre de 1870 en Merlo (L°1870 F°214), Juan Ignacio, bautizado en 1878 en Merlo (L°1878 F°119), y Celia, nacida en 1881 en Merlo.
En total Juan Agustín Noguera tendría por lo menos siete hijos con numerosa descendencia, destacándose Juan Manuel Noguera Frías como marino y expedicionario al sur del Instituto Geográfico Nacional, Juan Agustín Noguera Rodríguez como sacerdote y vicecanciller del Arzobispado de Buenos Aires, y Norberto Noguera, productor y periodista.

## Descripción
Vicente Cutolo, al desarrollar la biografía de Juan Agustín Noguera en su Nuevo Diccionario Biográfico Argentino, lo describe de la siguiente manera:
Fue un meritorio servidor del país y un representante genuino por la firmeza de su espíritu patriótico, del viejo ejército de la Patria. Militar de disciplina, de espíritu inflexiblemente recto, actuó en los hechos de armas más importantes de nuestra historia.
Sumado a ello, el diario La Nación se refería a Noguera con las siguientes palabras con motivo del centenario de su nacimiento:
El Teniente Coronel Noguera participó en casi todos los encuentros, en todas las empresas de carácter militar que se produjeron en aquellos tiempos difíciles en la que la Nación no se hallaba organizada aún y se veía obligada a resolver frecuentemente con la fuerza los problemas internos que se suscitaban tan a menudo. El Teniente Coronel Noguera, militar de disciplina de un espíritu inflexiblemente recto se encontró siempre del lado de los que defendían el principio del orden y trataban de dar al país un gobierno normal, pautas de vida civilizada y democrática.

## Conmemoraciones

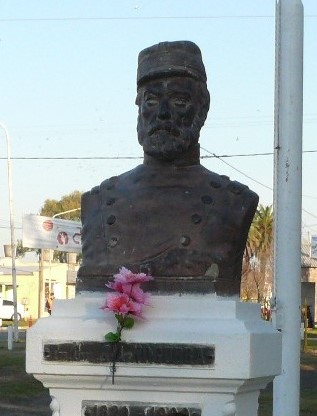
Busto de Noguera en General Alvear

El teniente coronel Juan Agustín Noguera es recordado a través de numerosos monumentos y lugares que llevan su nombre, especialmente en la localidad bonaerense de General Alvear, que lo reconoce a Noguera como su fundador.
Allí se encuentra un busto de bronce en su plaza principal, una sepultura en su Cementerio General, a donde se trasladaron los restos de Noguera que en un principio se encontraban en el Cementerio de la Recoleta, y numerosos retratos y documentos en el Museo y Casa Cultural local, donde también se conmemora al fundador de la localidad.
La toponimia de General Alvear también recuerda al teniente coronel Noguera a través del acceso principal de la ciudad, conocido como Acceso Noguera, y el Barrio Noguera, aquel donde se encuentra el busto conmemorativo de Juan Agustín Noguera.